# Csigadomb (Korond)
Korond északi kijáratánál, 643 m magasságban fekszik Csigadomb.

## Története
Korond határában három dombon található aragonit, közülük a legjelentősebb a középső, a Csigadomb vagy Rakodó-hegy.
A Romániában legnagyobb mennyiségben előforduló aragonittelep 1,5 ha terül el, 1980-tól földtani védettséget élvez. A területen az aragonit mellett jelen levő kalcitba belenyomódott őslényeket fedezhetünk fel.
1914-ben Knop Vencel vállalkozó aragonit csiszoló üzemet létesített, 1939-ig bányászták és dolgozták fel az itt található aragonitot. Az ásványból készült termékek ma is megtekinthetők a községben található aragonit múzeumban. A területen sós, meszes és szénsavas forrás tör fel, melyek vizét az egykor híres Unikum fürdő hasznosította. 2011-ben sétaösvényeket létesítettek a Csigadombon, melyet 2017-ben felújítottak, korszerűsítettek. Modern tanösvény épült a területen, mely úgy van kialakítva, hogy télen-nyáron használható.  A veszélyesebb helyeken védőkorlátokat szereltek fel, padokat helyeztek el a pihenni vágyóknak. A turistaösvényen információs táblákat helyeztek el, mely a hely érdekességeiről, illetve az aragonitról közöl leírást.
2015-től ismét működik a Csigadomb alatt elterülő Unicum fürdő, melyet helyi kezdeményezésre és összefogással, valamint a fenntartók támogatásával építettek újra.

## Külső hivatkozások
- Archiválva 2018. április 3-i dátummal a Wayback Machine-ben
- Archiválva 2018. április 3-i dátummal a Wayback Machine-ben
- Fényképek a Korondi Csigadombról
- http://www.sziklakertpanzio.ro/aragonit-muzeum